# Piotr Wawryniuk
Piotr Paweł Wawryniuk (ur. 29 czerwca 1943 w Starym Pawłowie) – polski jeździec, olimpijczyk z Meksyku 1968 i Monachium 1972.
Czołowy polski jeździec przełomu lat 60. i 70. XX wieku. Specjalista w skokach przez przeszkody. Mistrz Polski z roku 1971 i wicemistrz z roku 1970 na koniu Poprad
Na igrzyskach w roku 1968 zajął 39. miejsce w konkursie skoków indywidualnym. Polska drużyna (partnerami byli: Antoni Pacyński i Jan Kowalczyk) została sklasyfikowana na 11. miejscu.
Na igrzyskach w 1972 był członkiem polskiej drużyny (partnerami byli: Jan Kowalczyk, Marian Kozicki, Stefan Grodzicki), która została sklasyfikowana na 12. miejscu.